# 李洪亮
李洪亮（1989年11月—），江西九江人，汉族，中国共产党党员。中华人民共和国政治人物、第十三届全国人民代表大会江西省代表。

## 生平
2018年，李洪亮被选为江西省出席第十三届全国人民代表大会代表。